# Myrspov
Myrspov (Limosa lapponica) är en långbent, långnäbbad vadarfågel som häckar på tundran i norra Eurasien och nordvästra Alaska.  Vissa populationer genomför några av de längsta non stop-flygningarna av alla fågelarter, mellan sina häckningsplatser och vinterkvarter. Fågeln minskar kraftigt i antal, framför allt i östra delen av utbredningsområdet, varför IUCN kategoriserar den som nära hotad globalt.

## Utseende och läte

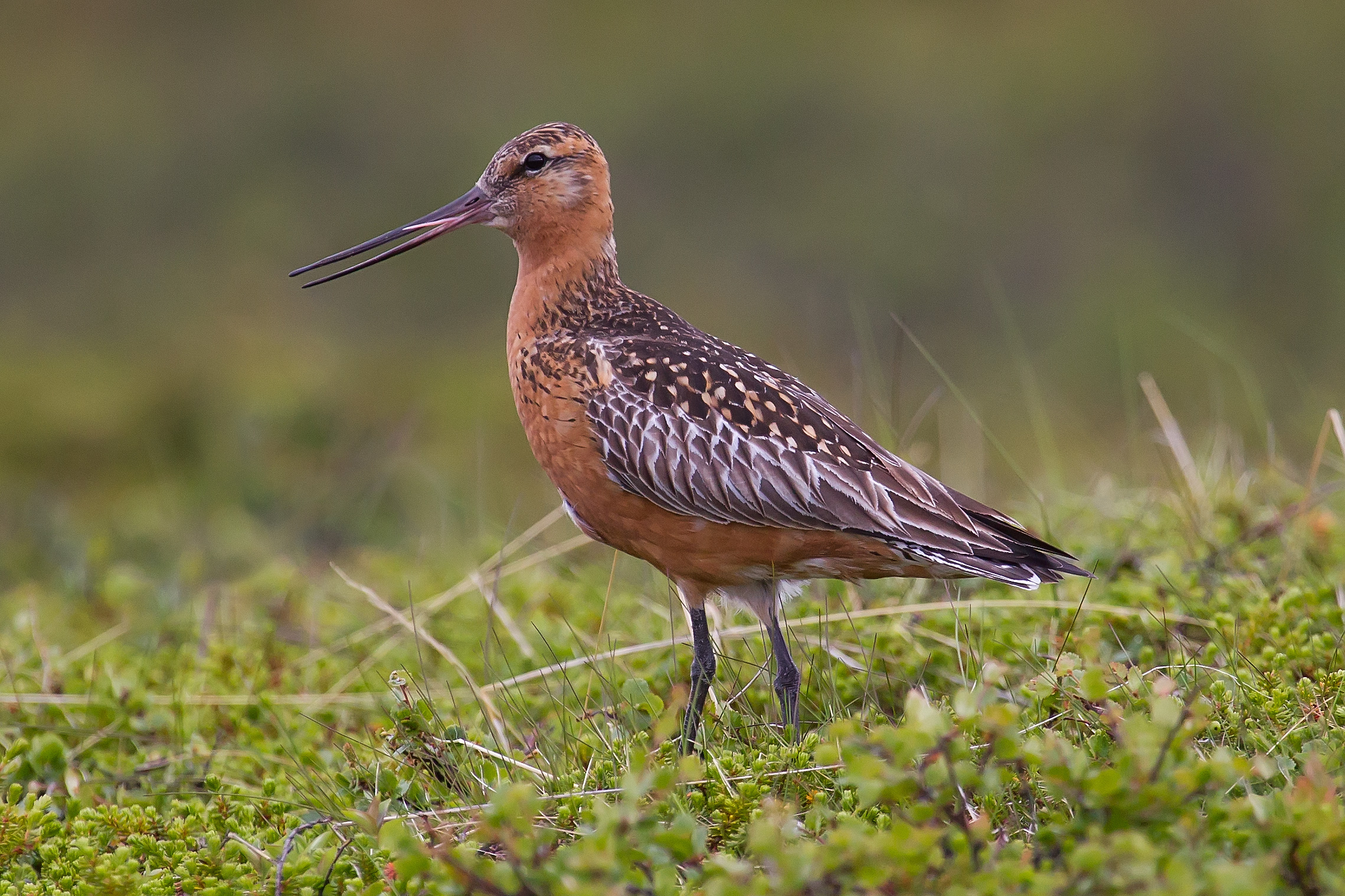
Adult myrspov i sommardräkt.

Myrspoven är 33–41 centimeter lång och har ett vingspann på 70–80 cm. Den skiljer sig från rödspoven genom att benen är kortare, stjärten är tvärbandad, inte svart, att den saknar vita vingband och har svagt uppåtböjd näbb. Adulta fåglar har mörkgrå ben. Hanen i sommardräkt är ostreckat tegelröd på halsen, bröstet och magen. Honan har blekare färger. I vinterdräkt har de adulta fåglarna vit buk och undergump, gråstreckat bröst, hals och huvud, och grå vingöversida.
Nominatformen L. l. lapponica som häckar i Skandinavien har en vit ryggkil, mörka yttre handpennor och vita vingundersidor medan den sibiriska L. l. baueri saknar vit ryggkil, har ljusare handpennor (vilket ökar kontrasten med den mörka vingknogen) och gråvattrade vingundersidor.
Myrspovens läten är påfallande nasala, både locklätet och spellätet. Sången som framförs i spelflykt är ett ihärdigt "kuvä-kuvä-kuvä", medan den lockar med gälla "kuvi-kuvi".

## Utbredning och systematik
Myrspoven är en långflyttande flyttfågel som häckar på tundran i norra Europa, Asien och västra Alaska. Clements et al delar in den i sex underarter, fördelade på två grupper, med följande utbredning: 
- lapponica-gruppen
  - europeisk myrspov[4] Limosa lapponica lapponica – häckar från norra Skandinavien österut till Kaninhalvön i nordvästra Ryssland; övervintrar från Nordsjön, västra Iberiska halvön och nordvästra Afrika söderut till västra Sydafrika
  - Limosa lapponica yamalensis (Bom et al., 2021) – häckar på norra Västsibiriska slätten, inklusive Jamalhalvön och nedre Obdalen; övervintringsområdet är dåligt känt men tros omfatta Oman österut till västra Indien och förmodligen Afrikas östkust, möjligen söderut till Sydafrika
  - taymyrmyrspov[4] Limosa lapponica taymyrensis (Engelmoer & Roselaar, 1998) – häckar i nordcentrala Sibirien, ungefär från nedre Jenisejdalen österut till nedre Anabardalen; utbredningsområdet är dåligt känt men tros huvudsakligen omfatta västra Afrikas kuster
- baueri-gruppen
  - Limosa lapponica menzbieri (Portenko, 1936) – häckar i norra Sibirien; övervintrar från Sydostasien till kustnära Australien inklusive Tasmanien
  - Limosa lapponica anadyrensis (Engelmoer & Roselaar, 1998) – häckar i östra Sibirien i låglänta områden i Tjuktjien; övervintrar i Australien, möjligen även Nya Zeeland
  - Limosa lapponica baueri (Naumann, 1836) – häckar i västra Alaska; övervintrar från kustnära Kina till Nya Zeeland

Svenska BirdLife Sverige inkluderar anadyrensis i baueri, International Ornithological Congress (IOC) även yamalensis i lapponica.

### Flyttning

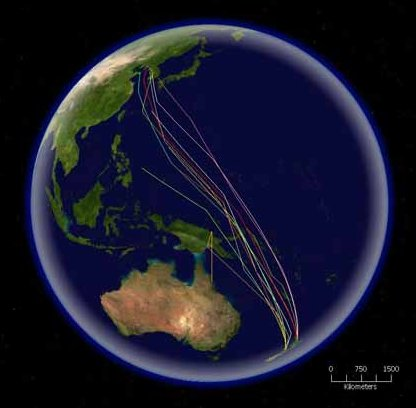
Rutter som satellitmärkta myrspovar följt under den nordliga vårflytten från Nya Zeeland.

Myrspoven flyttar i flockar till kusterna i västra Europa, Afrika, södra Asien, Australien och Nya Zeeland. Det förekommer också att fåglar från Europa och Asien uppträder vintertid vid Nordamerikas kuster. Myrspoven är en av de fågelarter som genomför den allra längsta nonstopflygningen, och det finns individer som genomfört flygningar på 11 000 kilometer. Det sker då från Alaska till Nya Zeeland, en färd som kan ta upp emot tio dagar.
I oktober 2022 sattes ett nytt rekord med en nonstopflygning från Alaska till Tasmanien, en sträcka på 13 560 km, flygningen tog elva dagar.

### Förekomst i Sverige
Myrspov häckar sällsynt och lokalt på sanka, risbevuxna lågfjällshedar i videzonen, främst i Torne lappmark men även i Lule och möjligen tillfälligt i Lycksele lappmark och Härjedalen. Den flyttar längs kusterna från slutet av juli till augusti och återvänder i maj. Vintern tillbringar skandinaviska fåglar vid Västeuropas kuster där de kan bilda stora flockar på tusentals individer.

## Ekologi

### Föda
Myrspoven lever huvudsakligen av ryggradslösa djur som insekter, blötdjur, kräftdjur och ringmaskar. Ibland kan de även ta mindre fiskar och växtmaterial. Havsborstmaskar utgör stapelfödan, särskilt från familjen Nereididae, som Alitta virens och Alitta succinea, tillsammans med arter av sandmaskar som Arenicola marina och Scoloplos armiger.
De födosöker i blandflockar med andra vadare på ler- och sandstränder och i våtmarker. De är främst dagaktiva men kan även födosöka under månbelysta nätter. De söker födan genom att upprepande gånger sticka ned sin långa näbb i marken, medan den för huvudet från sida till sida. Med hjälp av vissa nervreceptorer i näbben, den så kallade Herbst corpuscle, kan den känna av små tryckförändring i leran och därmed lokalisera bytet. Honorna tenderar att födosöka på något djupare vatten eftersom de har längre näbb.

### Biotop och beteende
Myrspoven häckar på tundran vid myrar och på hedar. Under häckningssäsongen är de revirhävdande och försvarar aktivt området runt sitt bo, främst mot labbar som är dess viktigaste predator både vad gäller ägg och ungar. Båda föräldrarna, men särskilt hanen försöker distrahera med luftakrobatik och varningsläten för att få predatorns uppmärksamhet, på ett sätt som liknar många andra vadare, och därmed locka bort hotet från boet eller ungarna. Ibland samarbetar flera adulta myrspovar som häckar i närheten av varandra för att få bort predatorer.
Under flytten och i vinterkvarteren bildar den sociala flockar av båda kön och i olika åldrar. Under flytten tenderar de även att  gruppera sig med andra arter av flyttande vadare som roskarl, kustsnäppa, småsnäppa och strandskata, och kan bilda flockar på tusentals individer som sedan sprider sig när de anländer till sina respektive vinterkvarter. Ungfåglar som ännu inte har nått reproduktiv mognad bildar även flockar under häckningssäsongen och håller avstånd från häckande adulta fåglar. 

### Häckning och mortalitet
Myrspoven börjar häcka vid två års ålder och häckningssäsongen inleds vanligtvis i mitten av maj och varar till slutet av juli. När spovarna anländer till häckningsområdet bildar de par då hanarna utför en parningsritual bestående av en serie ceremoniella flygningar för att locka honornas uppmärksamhet.
Boet placeras på en lite upphöjd och torrare plats, oftast i låg vegetationen, i fuktiga miljöer i närhet av små strömmar, vid dammar, grunda laguner eller översvämmade gräsmarker. Hanen bygger boet övervakad av honan. Boet består av en liten grop i marken 14–16 cm i diameter och 3–4 cm djupt, fodrad med växtmaterial som mossa och lavar.

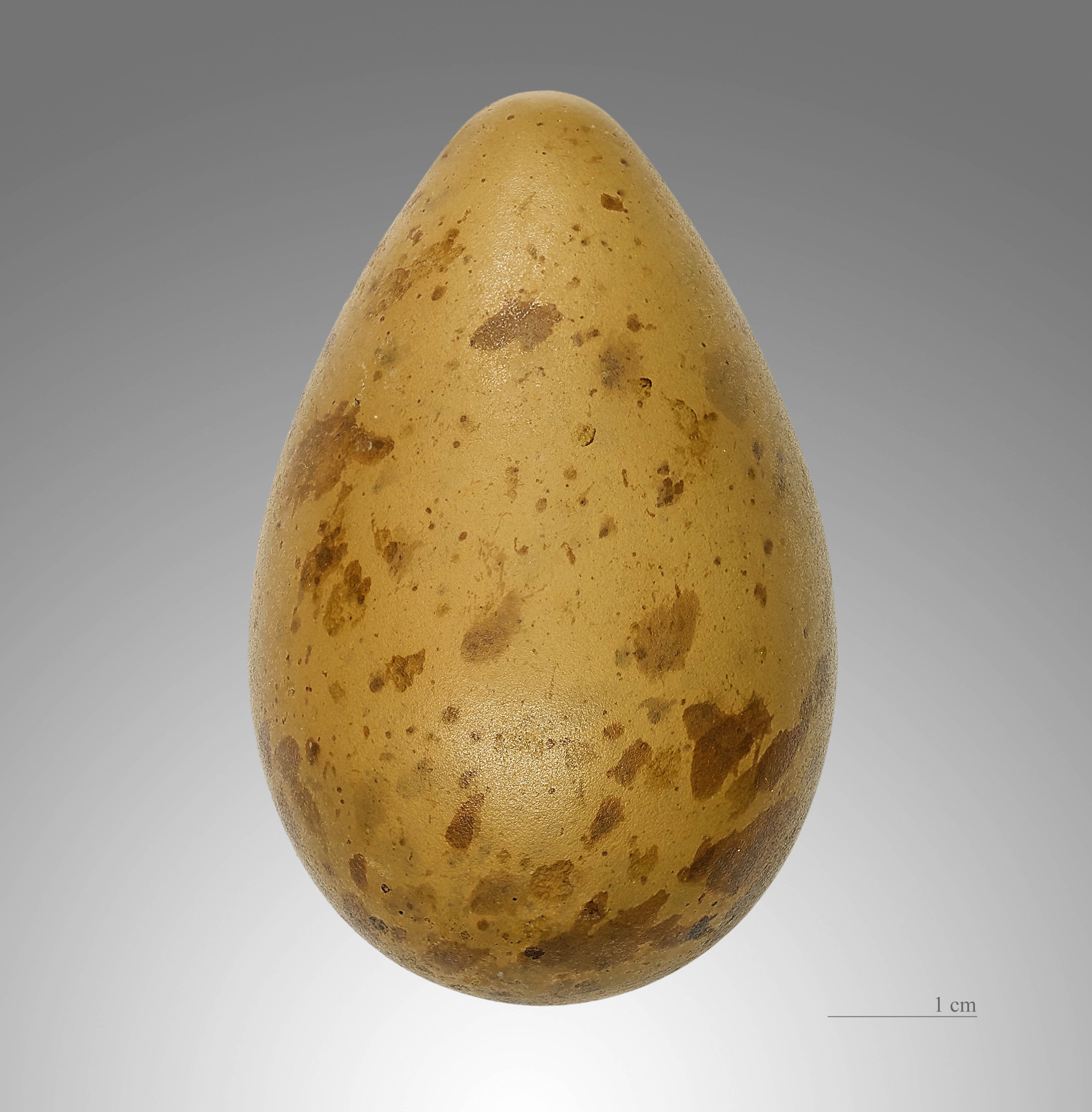
Ägg av myrspov.

Kullen läggs oftast i mitten av juni och består av fyra ägg – i vissa fall tre eller till och med bara två. Äggen är ovala och mäter runt 53x37 millimeter. Dess yta är slät och något blank, olivgrön eller brungrön i varierande ton. De är variabelt fläckiga i mörkbrunt till ljusgrått. Dessa fläckar är vanligtvis mycket iögonfallande på ägg som har en ljusare grundfärg och även om de är fördelade över hela ytan tenderar de att koncentreras till äggets bredare pol. Båda föräldrarna ruvar äggen, även om det är hanen som spenderar mest tid på äggen. Äggen kläcks efter 20–21 dagar. Ungarna är borymmare, de föds helt duntäckta och under sina första levnadsdagar matas de och skyddas av båda föräldrarna. Bara efter några dagar efter att ungarna kläcks påbörjar honorna vinterflytten, medan hanen fortsätter att ta hand om ungarna i ytterligare cirka 30 dagar, tills ungarna är flygfärdiga.
Myrspoven kan bli ungefär trettio år. I augusti 2004 fångades ett exemplar i Cambridgeshire som hade ringmärktes första gången i Suffolk samma månad 1974, vilket gjorde det till den äldsta kända spoven, med en ålder av 33 år och 11 månader.

## Status och hot
Myrspoven har ett mycket stort utbredningsområde och stor population, men de östliga två underarterna menzbieri och baueri minskar kraftigt i antal, troligen till följd av habitatförlust vid viktiga övervintringsområden vid Gula havet. Internationella naturvårdsunionen IUCN kategoriserar därför myrspoven sedan 2015 som nära hotad (NT). Världspopulationen uppskattas till cirka 1,1 miljoner individer, varav 3 700–9 000 par tros häcka i Europa.

### Status i Norden
I Sverige har myrspoven en liten population uppskattad till endast cirka 800 häckande individer. Den upptas därför på Artdatabankens rödlista över hotade arter, som sårbar (VU). Vid sen snösmältning kan den utebli helt från häckplatsen, varför beståndet växlar starkt från år till år. Den tros trots detta ändå öka i antal. Beståndet i Norge är stabilt med 1 000–3 000 par. I Finland, där stammen idag beräknas till högst 300 par, har den tidigare påverkats kraftigt av äggsamling.

## Namn
Äldre namn för myrspov är roströd långnäbba, augustisnäppa och kopparsnäppa.